# Julius Varga
Julius Augustin Varga (18. října 1962, Šumperk – 4. května 1996, tamtéž) byl český tělesně postižený disident a katolický aktivista. Stal se členem dominikánského řádu, přijal řeholní jméno Augustin podle svého oblíbeného světce.

## Život
Julius Varga se narodil jako zcela zdravé dítě. Jeho otec, rovněž jménem Julius, mohl jako politicky nespolehlivý vykonávat jen dělnické povolání, prošel PTP. Jeho rodiče byli totiž statkáři z jižního Slovenska, pro režim proto byli kulaky a vykořisťovateli, oba byli vězněni.
Ve škole byl Julek třídním premiantem. Když mu bylo devět let, onemocněl v roce 1971 po očkování sovětskou vakcínou proti žloutence dermatomyozitidou. Tato těžká autoimunitní nemoc ho později zcela paralyzovala, byl upoután na invalidní vozík. Protože nemohl chodit do školy, učila ho doma jeho matka. Kromě toho se věnoval také čtení historické, zeměpisné, geografické, dobrodružné, ale také náboženské literatury.
V 70. letech rodina žádala o výjezd do Švýcarska, kde měla pro Julia domluvené vyšetření. Režim jí to však nedovolil. V dospívání Varga svůj osud těžce nesl. Zlomem v jeho životě se staly návštěvy fary v Hoštejně, kde při teologických rozpravách poznal kněze Josefa Hrdličku a další věřící. Tyto události postupně vedly k jeho konverzi. Přijal křesťanskou víru, začal studovat teologii a filosofii, naučil se latinsky a učil se rovněž anglicky a německy.
V šumperském bytě Vargových jej kromě Josefa Hrdličky navštěvovali také Dominik Duka, Josef Zvěřina, Oto Mádr, Václav Malý a řada dalších kněží a řeholníků. Julia Vargu proto začala sledovat Státní bezpečnost – ještě na jaře 1989 na něj založila spis s heslem Julek.
Díky svým přátelům získal Julius počítač Commodore s tiskárnou, na níž po vypuknutí sametové revoluce tiskl protikomunistické letáky pro celý šumperský okres. Až po revoluci se poprvé dostal k zahraničním lékařům do Vídně, jeho nemoc už však postoupila příliš daleko.